# Bertie Carvel
Robert Hugh Carvel (Londres,  6 de setembro de 1977) é um ator inglês. Ele ganhou duas vezes o prêmio Laurence Olivier, por suas atuações como Miss Trunchbull em Matilda, o Musical e Rupert Murdoch em Ink. Pelo último papel, ele também ganhou o Tony Award de melhor ator em uma peça.
Na televisão seus papeis mais conhecidos são em Jonathan Strange & Mr Norrell e Doctor Foster.